# Universität Schardscha
Die Universität Schardscha/University of Sharjah (UOS oder Sharjah University) ist eine private Universität in Schardscha, in den Vereinigten Arabischen Emiraten. Sie wurde 1997 vom Regenten Schardschas Sheikh Sultan bin Mohamed Al-Qasimi gegründet, der auch ihr Präsident und Vorsitzender des Vorstandes ist.
Außer dem Hauptcampus in Sharjah City verfügt die Universität über Einrichtungen im ganzen Emirat.
Unterrichtssprache sind Englisch und Arabisch. Die Universität praktiziert Geschlechtertrennung.

## Geschichte
Der Campus Kalba, dessen Baukosten 100 Millionen VAE-Dirham betrugen, wurde am 28. Februar 2011 in Kalba eröffnet. 90 Millionen der Kosten wurden für die akademischen Einrichtungen und Verwaltungsgebäude ausgegeben, 10 Millionen für Außenanlagen.
Das Lehrkrankenhaus und die Zahnmedizinische Lehrklinik wurden als Teil der medizinischen Fakultät am 11. Juni 2011 eröffnet.
Die virtuelle Börse für die Ausbildung im Aktienhandel begann am 1. Oktober 2012 ihre Arbeit. Der Monitor wurde von der Emirates Securities and Commodities Authority eingerichtet, ähnlich wie die des Dubai Financial Market und des Abu Dhabi Securities Exchange. Der Ausbildungssimulator wurde am 25. September 2013 als Teil eines MoU zwischen Universität und ESCA im Unterricht eingesetzt.
Am 24. März 2012 wurde die sich über drei Stockwerke erstreckende Bibliothek des Frauencampus eröffnet. Mit ihren 10000 Quadratmetern bietet sie Platz für bis zu eine Million Büchern. Insgesamt verfügt die Universität damit über 9 Bibliotheken.

## Campus

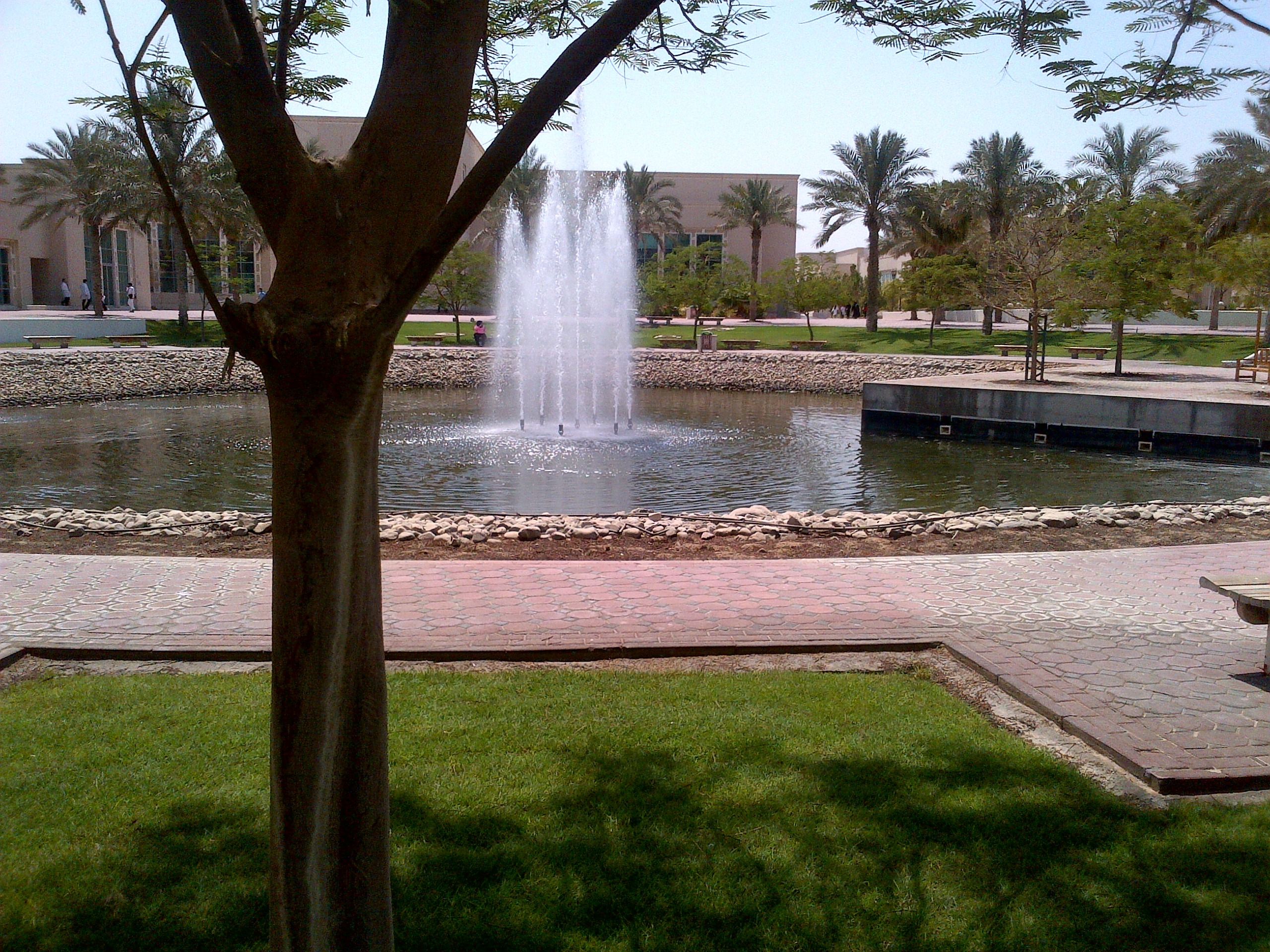
Der Springbrunnen in der Mitte des Campus für Medizin und Gesundheitswissenschaften, ein Wahrzeichen des Campus

Der Hauptcampus liegt am Südrand von Schardscha in der „Universitätsstadt“ unmittelbar neben dem Sharjah International Airport. Sie hat fünf Zweigstellen in Khor Fakkan, Kalba, Meleha, und Dibba Al-Hisn.

### Studentenzentrum
Es gibt zwei studentische Einrichtungen für studentische Vertretungen und Clubs, ein Buchgeschäft, eine islamische Bank und Läden für den täglichen Bedarf, eine Poststelle, Friseurgeschäfte und mehrere Restaurants und Cafés.

### Verkehrsmittel
Ein privates Busunternehmen sorgt für den Transport der Studenten innerhalb der VAE und von den Studentenheimen zum Medizincampus. Dieser Transport ist kostenfrei, ebenso der von Sharjah und Al Dhaid zur Universität und zurück.

## Akademische Einrichtungen
Die University of Sharjah bietet die größte Zahl von anerkannten und zertifizierten Studienprogrammen in den Vereinigten Arabischen Emiraten. Unter den 89 von der Commission For Academic Accreditation akkreditierten Studiengängen sind 51 Bachelorstudiengänge, 17 Masterstudiengänge und 7 Promotionsstudiengänge.

### Studentenschaft
2015 waren 13.811 Studenten eingeschrieben, davon 10.144 im Grundstudium und 689 in der Graduate School. 935 (8,63 Prozent) waren internationale Studenten außerhalb der arabischen Länder.

### Forschung
Zum Forschungsbereich gehören das Sharjah Institute for Medical Research, die Sharjah Academy for Scientific Research, das Clinical Training Center (CTC) und das Biotechnology Program am College of Sciences.

## Sport
Die Sportabteilung besteht aus zwei Bereichen für Männer und Frauen, zu denen jeweils ein Schwimmbad, eine Sporthalle und ein Fitnesscenter gehören.
Zu den Sportarten der Abteilung gehören Schwimmen, Volleyball, Karate, Sportschießen, Aerobics, Yoga, Tischtennis, Tennis, Schach, Billard, Squash, Fußball und Basketball. Überragende Leistungen werden durch Zuschüsse und Stipendien gefördert.